# دجيل (المهرة)

تعديل مصدري - تعديل

دجيل هي إحدى قرى عزلة قشن بمديرية قشن التابعة لمحافظة المهرة، بلغ تعداد سكانها 189 نسمة حسب تعداد اليمن لعام 2004.